# Chaudeyrac
Chaudeyrac là một xã ở tỉnh Lozère trong vùng Occitanie, phía nam nước Pháp. Khu vực này có độ cao trung bình mét trên mực nước biển.
Các làng Fouzillic và Fouzillac, cách nhau 300 m, đều ở xã này. Các làng này đã được đề cập bởi Robert Louis Stevenson trong Travels with a Donkey in the Cévennes. Ông đã ở đó ngày 24-25 tháng 9 năm 1878 khi trên đường đi Cheylard-l'Évêque. Ông gọi các làng này là "Fouzilhic" và "Fouzilhac".